# Badiu
|  | Per a altres significats, vegeu «Badiu (desambiguació)». |

El badiu és l'eixida d'una casa, sense cobrir o formant una porxada. El terme badiu vindria del mateix vocable primer aplicat com a adjectiu, que indicaria el fet d'estar badat, ço és obert. En efecte el badiu és un espai obert de tres costats. En el sentit específic badaloní, hi converteix la posició de post de cara a mar, lloc des del qual, de dalt vila estant, es vigilava el litoral.
Als Pirineus és l'espai cobert de teulada o llosat, limitat lateralment per tres parets o per pilastres i amb una cara descoberta, situat prop de l'era per a servir de magatzem de garbes, palla, herba i altres productes.
Pot ser una arcada oberta en la golfa de la casa de pagès per la qual hi entren l'herba i altres productes agrícoles.
També té el sentit de pati interior obert en la part de darrere d'una casa, a Badalona, amb un pati i àdhuc amb un jardí, però mai en un balcó o en una galeria. Un requisit indispensable del badiu, és de ser al damunt del sòl, si bé no hi ha cap inconvenient a enrajolar-lo.
També reben aquest nom, els espais que hi ha al davant de les cases dels pescadors, on aquests deixen i adoben les xarxes de pesca.